# Wu Cheng'en
Wu Cheng'en (chinês tradicional: 吳承恩, chinês simplificado: 吴承恩, pinyin: Wú Chéng'ēn, Wade–Giles: Wu Ch'êng-ên, Lianshui, ca. 1500–1582) foi um notório romancista e também poeta chinês da Dinastia Ming. Ele é considerado o criador do famoso romance "Jornada ao Oeste".